# Salzburger Nachrichten

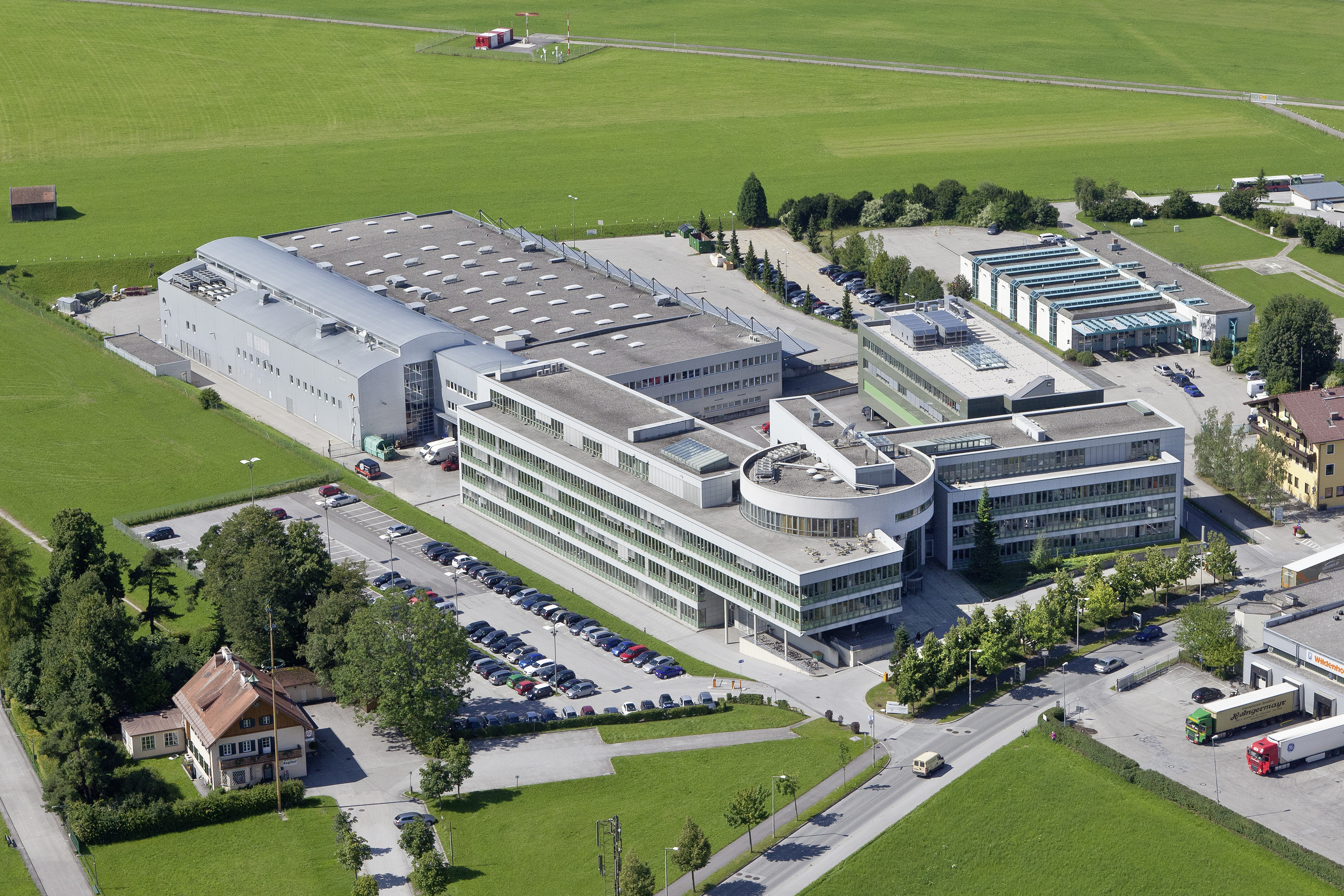
Luftaufnahme des Pressezentrums Salzburg

Die Salzburger Nachrichten (SN) sind eine österreichische Tageszeitung. Sie erscheinen werktags im Berliner Format. Die SN haben ihren Sitz als Mehrheitseigentümer (76 Prozent) im Pressezentrum Salzburg, das sie mit der mediaprint betreibt.

## Geschichte

### Die Anfänge
Die Salzburger Nachrichten erschienen erstmals am 7. Juni 1945 als eine der ersten Tageszeitungen Österreichs nach dem Zweiten Weltkrieg. Herausgegeben wurden die SN von der Spezialabteilung Information Service Branch (ISB) des 12. Armeekorps General Eisenhowers. Sie trugen zu diesem Zeitpunkt den Untertitel „Herausgegeben von der 12. Heeresgruppe für die Österreichische Bevölkerung“. Die ersten Ausgaben umfassten wegen der Papierzuteilungen lediglich zwei Seiten und der Preis betrug damals 15 Pfennig.
Am 20. Oktober erhielten Max Dasch, zu diesem Zeitpunkt Direktor der Salzburger Druckerei (seit 1937), und Gustav Canaval das Permit S1, die Lizenz zur Herausgabe der Zeitung und am Dienstag, dem 23. Oktober 1945, erschienen die „Salzburger Nachrichten“ erstmals als unabhängige österreichische Tageszeitung mit einem durchschnittlichen Umfang von vier Seiten.
Die amerikanischen Presseoffiziere hatten festgelegt, dass 50 Prozent des Reingewinns der Zeitung für den Wiederaufbau und für kulturelle Zwecke, 25 Prozent für das Unternehmenspersonal und weitere 25 Prozent zur Bildung von Finanzreserven verwendet werden sollen. Zur Kontrolle einer unabhängigen, demokratisch orientierten Berichterstattung sowie um die Empfänger der Fördergelder zu bestimmen, wurde 1946 der Verein „Kuratorium Salzburger Nachrichten“ geschaffen, ein Komitee von zwölf Personen unter dem Vorsitz von Landeshauptmann Albert Hochleitner.
Das Kuratorium war jedoch nur bis etwa 1948 aktiv und wurde 1954 aufgelöst. Nach Ende der Besatzungszeit wurde 1956 die Regelung gestrichen, wonach 50 Prozent des Gewinns gemeinnützigen Zwecken zugutekommen soll, diese Gelder wurden auch nur bis 1948 ausgeschüttet. Die Gewinnbeteiligung der Mitarbeiter endete 1956.

### Die 1960er und 1970er Jahre
1959 stirbt Gustav Canaval. Seine Nachfolge als Chefredakteur tritt der seit 1946 bei den SN tätige René Marcic an. Die ursprünglich nicht in der Firma tätige Antonie Canaval übernimmt den 50-Prozent-Anteil ihres Gatten und wird Co-Herausgeberin.
1964 übernimmt Karl Heinz Ritschel die Position des Chefredakteurs. Er wird die Redaktion mehr als 30 Jahre lang prägen. Nach dem Tod Antonie Canavals äußern ihre Kinder 1976 Verkaufsabsichten, ihre Anteile gehen an Max Dasch und seine Kinder Max Dasch jun. und Gertrude Kaindl-Hönig über. Als Max Dasch selbst 1977 einem Krebsleiden erliegt übernehmen die beiden Kinder den Verlag.
Ende der 1970er erweitern die SN ihr Portfolio mit dem Ankauf der Pongauer Nachrichten und gründen die Verlagshaus GesmbH & Co KG, die ab diesem Zeitpunkt auch für die restlichen Bezirke jeweils eine Wochenzeitung herausgibt. Nach der Einstellung des Salzburger Volksblatts gelingt es den SN, den überwiegenden Teil der Abonnenten des „Volksblattes“, rund 6 000, in den eigenen Bezieherkreis einzugliedern.

### Aufbau und technologische Entwicklungen
1983 erfolgt die Umstellung von Blei- auf Lichtsatz. Seit Februar 1983 erscheint der Titel der „Salzburger Nachrichten“ in Blau. 1987 folgt die Umstellung auf das hauseigene Satzsystem. Druckvorbereitung bzw. Druck verbleiben noch bei der Salzburger Druckerei.
Am 1. März 1989 erschienen die SN mit einer eigenen Österreich-Ausgabe und für Salzburg wurde die Lokalberichterstattung erweitert. Ab diesem Zeitpunkt lag den SN (wie auch der Kleinen Zeitung, den Oberösterreichischen Nachrichten, der Neuen Vorarlberger Tageszeitung, der Tiroler Tageszeitung, den Vorarlberger Nachrichten und der Wochenzeitung Niederösterreichische Nachrichten) das Fernseh- und Radiomagazin tele bei, das von den Trägermedien auch verlegt wurde.
Im Oktober 1991 wurde das Druckzentrum in der Karolingerstraße fertiggestellt. Das Druckzentrum wird von einer Betreibergesellschaft geführt, die zu je 50 % den Verlagsfirmen der SN und der Mediaprint gehören. Das neue Verlagsgebäude wurde am 12. August 1994 fertiggestellt und die SN zogen von der Bergstraße in der Salzburger Altstadt, in die Karolingerstraße, um.
Ab 1995 erscheinen die „Salzburger Nachrichten“ in zwei Formaten: Die Österreich-Ausgabe (wieder mit dem Untertitel „Unabhängige Zeitung für Österreich“) bleibt im gewohnten Berliner Format. Der neu konzipierte Lokalteil für Salzburg erscheint im Halbberliner Format. Dieser wird der Stammausgabe im Bundesland Salzburg und in den angrenzenden Bezirken in Oberösterreich beigelegt und ist um die Bereiche Kultur, Wirtschaft und Sport aus Stadt und Land erweitert.
Am 5. März 1997 ging das Internet-Angebot unter www.salzburg.com in den Live-Betrieb. 1999 führten die SN die „Computer-to-Plate“-Technologie ein. Damit werden fertige Zeitungsseiten direkt auf die Druckplatte gespielt, das zeitintensive Anfertigen und Belichten der Druckplatten fällt als Zwischenschritt weg. Dies ermöglichte noch aktuellere Informationen durch späteren Redaktionsschluss.
Zusammen mit dem Kubaner Mario Garcia, der bis zu diesem Zeitpunkt bereits 410 Zeitungen in aller Welt beraten hat, wurden 2008 die SN einem großen Relaunch unterzogen. Die Seitenabfolge mit mehr Raum für die Österreich-Berichterstattung wurde neu strukturiert und auch die Optik, Lesbarkeit und Übersichtlichkeit verbessert und modernisiert.
2012 erfolgte die Installation einer neuen Druckmaschine, die KBA Commander von Koenig & Bauer. Die neue Dimension in der Rollenoffsettechnik öffnete Raum für neue Produkte, für den Mitdruck des Lokalteils im Halbberliner Format und damit die Belieferung ganz Österreichs in der gleichen Aktualität wie die Stammausgabe im Berliner Format. Mit 12 Meter Höhe, 16 Meter Länge und 8 Meter Breite war sie sparsamer im Platzbedarf und schaffte bis zu 45.000 Exemplare pro Stunde.
Maximilian Dasch, der gleichnamige Sohn des Herausgebers rückte am 2. September 2013 in die Geschäftsleitung auf, wo er zuletzt schon vier Jahre als Assistent tätig war.
2017 wurde aus www.salzburg.com das neue Webportal www.sn.at. Sämtliche Angebote werden damit unter dem Markendach der „Salzburger Nachrichten“ vereinigt. Die Adressänderung wird auch zu einer inhaltlichen, technischen und optischen Überarbeitung genutzt. Die Seite soll den Wertekatalog der SN widerspiegeln: übersichtlich, relevant, hintergründig, analytisch, seriös, inhaltlich wertvoll. Die Webseite verwendet ein selbstlernendes System der Firma strg.at, welches mit neuronalen Netzen und Artificial Intelligence arbeitet. Mit „SN Plus“ wurde das Bezahlangebot weiterentwickelt.
Nach mehr als fünf Jahrzehnten Engagement für die „Salzburger Nachrichten“, davon 44 Jahre als Gesellschafterin, scheidet Trude Kaindl-Hönig 2021 als Gesellschafterin aus, nachdem sie ihre operative Tätigkeit bereits 2015 beendet hatte. Der Entschluss erfolgte im Einvernehmen mit ihrem Bruder und Miteigentümer Max Dasch, der die Beteiligung übernommen hat.
Am 17. April 2024 starb Max Dasch, Mitbegründer und Herausgeber der Salzburger Nachrichten. Sein Sohn Maximilian übernahm im August 2024 die Herausgeberschaft.

## Angaben zur Zeitung
Die Salzburger Nachrichten sind eine überregionale österreichische Tageszeitung mit einem Verbreitungs-Schwerpunkt im Bundesland Salzburg. Laut Österreichischer Media-Analyse befinden sich zwei Drittel der SN-Leser im Bundesland Salzburg. Für diese Leserschaft sind die SN Erstversorger mit Information, Analyse und Kommentar. Für die Leserschaft außerhalb Salzburgs, das sind rund 100.000 Personen, haben die Salzburger Nachrichten eine wichtige Funktion als ein Medium, das vor allem in den Bereichen Politik, Wirtschaft, Wissenschaft und Kultur alternative und ergänzende Standpunkte darstellt. Vor allem die unumstrittene regionale Informationskompetenz kommt zusätzlich im Internet-Portal sn.at verstärkt zum Tragen.
Unter der Woche besteht die Tageszeitung aus vier überregionalen Büchern und einem kleinformatigen Lokalteil für Salzburg. Das erste Buch ist der Politik-Teil. Die nachfolgenden großformatigen Teile der Zeitung eröffnen mit den Themen Kultur, Wirtschaft und Sport. Weitere Rubriken sind Österreich-Chronik, Medien, Weltchronik und Wissen/Gesundheit. In der Samstagsausgabe findet sich die Beilage „Wochenende“ mit Hintergrundberichten („Ursache&Wirkung“) sowie Schwerpunktthemen wie Tourismus, Klimawandel, „Geist&Welt“ sowie Kulinarik und die Seite „Staatsbürger“. Das Wochenende enthält auch Berichte und Anzeigen aus den Bereichen Karriere, Immobilien und Mobilität. Berichte unter dem Titel SNuppi wenden sich speziell an Kinder und sind zur besseren Lesbarkeit in größerer Schrift gedruckt.
Die Zeitung unterhält eine eigene Wien-Redaktion unter der Leitung von Andreas Koller, welcher auch stellvertretender Chefredakteur ist. Als Karikaturist der Zeitung fungiert Thomas Wizany.

### Auflage und Reichweite
Die verkaufte Auflage betrug im Jahr 2017 68.728 Exemplare, wovon 64.659 Stück auf Abonnements entfielen.
Von ihren laut Österreichischer Media-Analyse 230.000 Lesern (3,0 Prozent Reichweite) erreicht sie 150.000 im Bundesland Salzburg. Das ergibt eine Reichweite von 31,9 Prozent im Bundesland Salzburg.
Gemäß Österreichischer Webanalyse (ÖWA) erreicht das Online-Angebot der Salzburger Nachrichten („SN Online Netzwerk“) im Jahr 2020 durchschnittlich pro Monat 2,921.000 Unique Clients, 10,8 Millionen Visits und über 49,8 Millionen Seitenabrufe.

## Blattlinie
Im Impressum der SN heißt es zur Blattlinie:

„Die ‚Salzburger Nachrichten‘ sind eine parteipolitisch unabhängige Tageszeitung, dem christlichen Weltbild verpflichtet, und treten unabdingbar für die Freiheit des einzelnen Menschen ein. Die ‚Salzburger Nachrichten‘ sind gegen jede totalitäre Herrschaftsform, respektieren die von der UNO deklarierten Menschenrechte und bekennen sich zu einem neutralen demokratischen Österreich, zur Rechtsstaatlichkeit und zum System der sozialen Marktwirtschaft. Die ‚Salzburger Nachrichten‘ sehen in der Erfüllung ihrer Aufgabe, der Information und der Kontrolle, einen wesentlichen Beitrag zur demokratischen Gesellschaft. Die Freiheit der Journalisten, nach bestem Wissen und Gewissen arbeiten zu können, ist durch den Herausgeber garantiert.“

Allgemein wird die Zeitung als christlich-liberal wahrgenommen.

## Chefredakteure
- Gustav Canaval (1945–1959)
- René Marcic (1959–1964)
- Karl Heinz Ritschel (1964–1995)
- Engelbert Washietl (1995)
- Ronald Barazon (1995–2006)
- Manfred Perterer (2006–2025)[12]
- Karin Zauner (seit Juli 2025)[13][14]

## Weitere periodische Produkte der SN-Mediengruppe
- „Salzburger Woche“. Die „Salzburger Woche“ bildet einen Ring von Wochenzeitungen im Bundesland Salzburg. Dieser besteht aus den Titeln „Stadt Nachrichten“, „Flachgauer Nachrichten“, „Tennengauer Nachrichten“, „Pongauer Nachrichten“, „Pinzgauer Nachrichten“ und „Lungauer Nachrichten“. Sie wird jeweils am Donnerstag als Beilage in der jeweiligen Tagesausgabe der „Salzburger Nachrichten“ verbreitet. 14-täglich erfolgt die Lieferung an jeden Haushalt.
- „Salzburger Fenster“. Das „Salzburger Fenster“ ist seit 2020 ein Hochglanz-Monatsmagazin in der Stadt Salzburg.
- „Hallo Nachbar!“. Diese regionale Wochenzeitung erscheint gratis und wird in der Regel 14-täglich an Haushalte im bayrischen Grenzraum zu Salzburg zugestellt.
- „ImmoExtra“: erscheint elfmal pro Jahr als Beilage der „Salzburger Nachrichten“ in der Gesamtausgabe.
- „Dahoam“ ist ein österreichweit als Beilage der „Salzburger Nachrichten“ erscheinendes Magazin mit Heimatbezug. Es erscheint viermal pro Jahr.
- „Auf da Roas“ ist ein österreichweit als Beilage der „Salzburger Nachrichten“ erscheinendes Magazin für Freizeit und Reisen und erscheint viermal pro Jahr.
- „Salome“ ist ein im Bundesland Salzburg den „Salzburger Nachrichten“ beiliegendes Hochglanzmagazin für Mode, Interieur und Reise. Es erscheint dreimal pro Jahr.
- „Salzburg 100“ ist ein Hochglanzmagazin für Freizeit und Lebensstil im Zentralraum Salzburg (Stadt, Flachgau, Tennengau). Es erscheint zweimal pro Jahr.
- „JobExtra“: erscheint siebenmal im Jahr als Beilage der „Salzburger Nachrichten“ in der Salzburgausgabe sowie im angrenzenden Oberösterreich und Bayern.
- „Die Besten“-Serie: ist eine Reihe erscheinender Hochglanzmagazine aus den Bereichen Immobilien, Karriere und Wirtschaft.
- „Der Spielplanet“: erscheint seit 2022 jährlich und versteht sich als Führer durch das Ferienprogramm für Kinder.
- „Neubau & Eigenheim“: erscheint einmal jährlich und widmet sich Neubauprojekten sowie Produkten und Dienstleistungen rund um das Eigenheim.

## Beteiligungen
Die Salzburger Nachrichten Medien GmbH & Co KG steht zu 100 % im Eigentum der MAMDa Beteiligungs GmbH, die wiederum zu 60 % im Eigentum von Mag. (FH) Maximilian Dasch und zu je 20 % von Mag. (FH) Alexandra Dasch und Michaela Dasch MSc BA steht. Sie ist an folgenden Medienunternehmen beteiligt:
- Salzburger Verlagshaus GmbH, Salzburg, zu 100 %. Betriebsgegenstand: Herausgabe der Wochenzeitungen „Stadt Nachrichten“, „Flachgauer Nachrichten“, „Tennengauer Nachrichten“, „Pongauer Nachrichten“, „Pinzgauer Nachrichten“ und der „Lungauer Nachrichten“, des Titels „Hallo Nachbar!“ im bayerischen Grenzgebiet sowie der Magazine „Salzburger Fenster Magazin“, „mitten:drin“ und „SALZACHbrücke“.[10]
- SALZBURG24 GmbH, Salzburg, zu 100 %. Redaktioneller Betrieb und Vermarktung digitaler Informationsplattformen, Entwicklung digitaler Geschäftsfelder wie Shop, Affiliate, Streaming, Datenbanken etc. sowie Herstellung, Verkauf, Betrieb, Vertrieb und Vermarktung von Informationssystemen und deren Inhalten.[10]
- an der Druckzentrum Salzburg Betriebsgesellschaft m.b.H., gemeinsam zu je 50 % mit der Mediaprint Zeitungs- und Zeitschriftenverlag GmbH & Co KG. Betriebsgegenstand: Druck von Zeitungen in Groß- und Kleinformaten, Zeitungsbeilagen und Sonderformaten.[10]
- Tele Zeitungsverlagsgesellschaft m.b.H & Co KG, Wien, zu 12,38 %. Betriebsgegenstand ist die Herausgabe der Fernsehzeitschrift „tele“.[15]
- APA Austria Presseagentur, Wien, zu 3 %. Betriebsgegenstand ist die Erstellung und Verbreitung von Nachrichten aller Art, insbesondere von Nachrichtendiensten.[10]
- Die Bundesländerverlage-Beteiligungsges.m.b.H. zu 16,67 %. (Beteiligung ohne operative Tätigkeit).[10]
- Salzburg Logistik Gesellschaft mbH & Co. KG, gemeinsam zu je 50 % mit der Mediaprint Zeitungs- und Zeitschriftenverlag GmbH & Co KG. Betriebsgegenstand: Hauszustellung von Tageszeitungen. Neben den Haupttiteln Salzburger Nachrichten, Salzburg-Krone und Kurier liefert die Salzburg Logistik auch Fremdtitel wie die Oberösterreichischen Nachrichten, Die Presse, Der Standard, Neues Volksblatt Linz, Tiroler Tageszeitung, Profil, aber auch ausländische Tageszeitungen wie die Süddeutsche Zeitung aus.[10]

Die MaMDa Beteiligungs GmbH ist beteiligt:
- an der Salzburger Nachrichten Medien GmbH & Co.KG zu 100 %
- Conova communications GmbH, gemeinsam zu je 50 % mit der Salzburg AG für Energie, Verkehr und Telekommunikation. Betriebsgegenstand: IT-Dienstleistung.
- Zeta Medienservice GmbH zu 50 % (ruhend)

## Events und SN-Veranstaltungen
Bei der jährlichen Leonidas Sportgala der SN treffen sich Salzburgs Spitzensportlerinnen und -sportler und die Prominenz aus Sport, Politik, Wirtschaft und Kultur auf Einladung der SN zur Wahl der Salzburger Sportler des Jahres. Gewählt werden Sportlerin und Sportler, Trainer und Rookie des Jahres. Die SN vergeben zusätzlich einen Leonidas für das sportliche Lebenswerk. Die SN-Sportgala findet seit 1985 statt, als Leonidas Sportgala seit 2007.
Businesslauf: gemeinsam mit Partnern organisieren die SN einmal jährlich den größten Business-Event des Landes. 4000 Teilnehmer laufen in Firmen-Teams miteinander. Der erste Businesslauf fand 2007 in Rif bei Salzburg statt. 2017 wurde erstmals der Lauf in die Altstadt Salzburgs gelegt.
Die SN vernetzen einmal pro Jahr mit den ganztägigen SN-Karriereforen in Salzburg sowie dem „Karriereforum Lehre“ ebenfalls in Salzburg Arbeitgeber und Arbeitsuchende.
Der SN-Saal wird als Veranstaltungssaal für eine umfangreiche Reihe an Diskussionen, redaktionellen Themenabenden, Gesundheitsvorträge und -veranstaltungen genutzt.
Die „Salzburger Nachrichten“ veranstalten zwei Mal jährlich mit der „Salzburg-Auktion“ eine Online-Auktion bei der Waren und Dienstleistungen aller Art versteigert werden.
2021 veranstalteten die SN erstmals das B2B-Fachevent „IMFS – Innovative Mobility for Future Salzburg“. Die Mobilitätsmesse findet am Salzburgring statt und umfasst neben Fachvorträgen und Podiumsdiskussionen eine Leistungsschau aktueller und zukünftiger Mobilitätskonzepte für Unternehmen, Gemeinden und Kommunen.

## SN Vorteilsclub
Am 30. November 2011 wurde der SN Vorteilsclub eröffnet. Mit der „SNCard“ erhalten die Mitglieder Angebote und Vergünstigungen aus verschiedensten Bereichen. Abonnenten, die ein bezahltes, unbefristetes Abonnement besitzen, sind automatisch und kostenlos Mitglied im Vorteilsclub.

## Marke
Die Markenfamilie besteht aus dem Printprodukt „Salzburger Nachrichten“ und ihren digitalen Plattformen, dem Online-Portal www.sn.at und der SN-App für Smartphone und Tablet. Ergänzt wird dieser Auftritt durch die Social-Media-Auftritte auf Facebook, Twitter, Instagram und YouTube sowie verschiedenste Themenbeilagen und Guides.

## Auszeichnungen
Die Journalistinnen und Journalisten der „Salzburger Nachrichten“ wurden in der Vergangenheit vielfach mit angesehenen Preisen ausgezeichnet.
Auch das Printmedium selbst erhielt viele Auszeichnungen. So wurde der Zeitung bereits mehrmals der „Europe’s Best Designed Newspaper Award“ in verschiedenen Kategorien verliehen.

### Auszeichnungen der Journalisten seit 1994
| Jahr | Auszeichnung |
| ---- | --- |
| 1994 | Martin Behr: Inlands-Kritikerpreis („Steirischer Herbst“) |
| 1997 | Veronika Canaval und Gertraud Leimüller: Hartmann-Preis (vom VAÖ-Verband Österreichischer Fachjournalisten) |
| 1999 | Josef Bruckmoser: Leopold-Kunschak-Pressepreis |
| 2000 | Andreas Koller: Kurt-Vorhofer-Preis (Journalistengewerkschaft, PSK, Kleine Zeitung) |
| 2000 | Gerhard Schwischei: Hans-Kronberg-Umweltjournalistenpreis (EU-Abgeordneter Hans Kronberger) |
| 2001 | Gerhard Steininger erhält den Leopold-Kunschak-Pressepreis und im selben Jahr den René Marcic-Preis |
| 2005 | Andreas Koller wird vom Fachmagazin „Der Österr. Journalist“ erstmals zum „bester innenpolitischer Journalist“ des Jahres gewählt |
| 2006 | Gertraud Leimüller: „MedienLÖWIN 2006“ für Printberichte 2005, ausgerufen von Kongressinitiatorin Maria Schaumayer, Frauenministerin Maria Rauch-Kallat sowie Industriellenvereinigung                                                                           |
| 2006 | Inge Baldinger erhält den Hauptpreis für journalistische Leistungen im Interesse der Familien – Familie 2006 (Sozialministerium, österr. Familienverbände) |
| 2006 | Sylvia Wörgetter und Inge Baldinger werden mit dem Österreichischen Staatspreis für Journalistische Leistungen im Interesse der Jugend ausgezeichnet (Bundesministerium)                                                                                         |
| 2007 | SN-Karikaturist Thomas Wizany erhält den René Marcic-Preis |
| 2007 | Inge Baldinger erhält den Anerkennungspreis für herausragende Berichterstattung über Menschen mit Behinderung im Arbeitsleben und in der Wirtschaft (Öst. Zivilinvalidenverband)                                                                                 |
| 2007 | Andreas Koller erhält für seine „Kritische und konstruktive Berichterstattung über die Thematik der Grund- und Freiheitsrechte in Österreich“ den erstmals verliehenen Anerkennungspreis des Österreichischen Verfassungspreises (Unabhängiges Forum Verfassung) |
| 2007 | Gudrun Doringer wird zur besten Lokaljournalistin Salzburgs gewählt („Der öst. Journalist“) |
| 2007 | Andreas Koller: bester innenpolitischer Journalist Österreichs („Der öst. Journalist“) |
| 2008 | Fritz Peßl wird mit dem Alfred-Worm-Preis ausgezeichnet |
| 2008 | Sylvia Wörgetter erhält den Valentin-Ladenbauer-Journalistenpreis der OÖ Apothekerkammer |
| 2008 | Barbara Morawec: „Medal of Merit“ für besondere Verdienste um Natur- und Umweltschutz (Internat. Lions-Bewegung) |
| 2009 | Andreas Koller: bester innenpolitischer Journalist Österreichs („Der öst. Journalist“) |
| 2009 | Inge Baldinger: Leopold-Ungar-Anerkennungspreis (Caritas und Raiffeisen) |
| 2010 | Tanja Warter: Pressepreis der österreichischen Tierärztekammer |
| 2010 | Trude Kaindl-Hönig: Ehren-Promenteus für unermüdliches Engagement für Menschen in psychischen und sozialen Notlagen (ProMente und Kinderseelenhilfe) |
| 2010 | Karl Heinz Ritschel: Anerkennungspreis für Lebenswerk (Kulturfonds der Stadt Salzburg) |
| 2010 | Andreas Koller: Journalist des Jahres und bester innenpolitischer Journalist des Jahres („Der öst. Journalist“) |
| 2011 | Stefan Veigl: „Journalismuspreis von unten“ (Armutskonferenz) |
| 2012 | Christian Resch: bester Lokaljournalist Salzburgs („Der öst. Journalist“) |
| 2012 | Andreas Koller: René Marcic-Preis (Land Salzburg) |
| 2012 | Franz Mayrhofer und Werner Thuswaldner werden für Verdienste um die Stadt Salzburg mit dem Stadtsiegel in Silber ausgezeichnet (Stadt Salzburg) |
| 2013 | Andreas Koller: bester innenpolitischer Journalist Österreichs („Der öst. Journalist“) |
| 2013 | Heidi Huber: beste Lokaljournalistin Salzburgs („Der öst. Journalist“) |
| 2013 | Christian Resch: bester Lokaljournalist Salzburgs („Der öst. Journalist“) |
| 2014 | Andreas Koller: bester innenpolitischer Journalist Österreichs („Der öst. Journalist“) |
| 2014 | Karin Portenkirchner: beste Lokaljournalistin Salzburgs („Der öst. Journalist“) |
| 2015 | Hedwig Kainberger: Kunstpreis der Bank Austria für Kulturjournalismus (Bank Austria) |
| 2015 | Karin Zauner: beste Lokaljournalistin Salzburgs („Der öst. Journalist“) |
| 2016 | Alexander Purger: IRE-Journalistenpreis (Institut der Regionen Europas) |
| 2016 | Hedwig Kainberger: René Marcic-Preis (Land Salzburg) |
| 2017 | Ronald Barazon: Julius-Raab-Medaille in Gold (Wirtschaftskammer Österreich) |
| 2017 | Andreas Koller: bester innenpolitischer Journalist des Jahres 2016 („Der öst. Journalist“) |
| 2017 | Sylvia Wörgetter: beste Lokaljournalistin Salzburgs („Der öst. Journalist“) |
| 2018 | Andreas Koller: Zum achten Mal Platz 1 als „bester innenpolitischer Journalist des Jahres 2017“ („Der öst. Journalist“) |
| 2019 | Manfred Perterer: Kurt-Vorhofer-Preis |
| 2019 | Josef Bruckmoser: René Marcic-Preis (Land Salzburg) |
| 2019 | Thomas Hödlmoser: Papageno-Preis |
| 2019 | Andreas Koller: Platz 2 – Kategorie Innenpolitik (Fachjury „Der österreichische Journalist“) |
| 2019 | Hedwig Kainberger: Platz 5 – Kategorie Kultur (Fachjury „Der österreichische Journalist“) |
| 2020 | Gerhard Schwischei: Local Hero (Journalist des Jahres in Salzburg) |
| 2020 | Des Weiteren unter den besten 10: Manfred Perterer, Hedwig Kainberger, Ralf Hillebrand, Andreas Koller |
| 2020 | Manfred Perterer: Ehrenzeichen des Landes Salzburg |
| 2021 | Katharina Maier, Simona Pinwinkler und Sabrina Glas: „Irma-von-Troll-Borostyáni-Preis“ (für journalistische Beiträge zum Thema Expertinnen in der Coronakrise)                                                                                                   |
| 2021 | Dorina Pascher: „Irma-von Troll-Borostyáni-Preis“ (Ehrenpreis für Berichterstattung „Mit Lippenstift gegen Lukaschenko“ zum Protest der Belarussinnen) |
| 2021 | Michael Minichberger: Local Hero Salzburg (Verlag Oberauer) |
| 2021 | Manfred Perterer: Platz 9 – Journalist des Jahres (Verlag Oberauer) |
| 2021 | Andreas Koller: Platz 9 – Innenpolitikjournalismus (Verlag Oberauer) |
| 2021 | Ralf Hillebrand: Platz 10 – Medienjournalismus (Verlag Oberauer) |
| 2022 | Manfred Perterer: René-Marcic-Preis |
| 2022 | Helmut Kretzl: Medienpreis der LGT Bank Österreich |
| 2022 | Andreas Koller: Berufstitel Professor |
| 2022 | Katharina Maier: Local Hero (Journalistin des Jahres in Salzburg) |
| 2023 | Stefanie Schenker: Local Hero (Journalistin des Jahres in Salzburg) |
| 2024 | Manfred Perterer: Platz 5 - Unterkategorie Chefredaktion (Österreichs Journalist:in) |
| 2024 | Andreas Koller: Platz 7 - Unterkategorie Innenpolitik (Österreichs Journalist:in) |
| 2024 | Ralf Hillebrand: Platz 4 - Unterkategorie Medien (Österreichs Journalist:in) |
| 2024 | Salzburger Nachrichten: Rang 7 - in der Kategorie Redaktion des Jahres (Österreichs Journalist:in) |

### Auszeichnungen der Printausgabe der „Salzburger Nachrichten“
| Jahr | Auszeichnung |
| ---- | --- |
| 2001 | Der SN-Sport wird für die „beste Ski-Berichterstattung Europas“ ausgezeichnet (vom Club 5, IV der 10 größten Weltcupveranstalter)    |
| 2007 | SN-Wochenende: Award of Excellence (European Newspaper Awards)                                                                       |
| 2008 | SN-Wochenende: Award of Excellence (European Newspaper Awards)                                                                       |
| 2008 | SN-Gesamtkonzept und SN-Wochenende: 4 Awards of Excellence (European Newspaper Awards)                                               |
| 2011 | „Salzburg Pur“: 3 Awards of Excellence Kategorie Magazine (European Newspaper Awards)                                                |
| 2011 | SN-Wochenende: 2 Awards of Excellence (European Newspaper Awards)                                                                    |
| 2012 | „Salzburg Pur“: 3 Awards of Excellence Kategorie Magazine (European Newspaper Awards)                                                |
| 2012 | SN-Weihnachtsbeilage und SN-Wochenende: 4 Awards of Excellence (European Newspaper Awards)                                           |
| 2013 | „Salzburg Pur“: Award of Excellence Kategorie Magazine (European Newspaper Awards)                                                   |
| 2013 | SN-Wochenende: 2 Awards of Excellence (European Newspaper Awards)                                                                    |
| 2014 | „Salzburg Pur“: Award of Excellence Kategorie Magazine (European Newspaper Awards)                                                   |
| 2014 | Wochenendbeilage zum Jahreswechsel, SN-Wochenende: 8 Awards of Excellence (European Newspaper Awards)                                |
| 2015 | SN und SN-Beilagen: 9 Awards of Excellence (European Newspaper Awards)                                                               |
| 2017 | SN-Wochenende: 4 Awards of Excellence (European Newspaper Awards)                                                                    |
| 2017 | SN-Sonderbeilage „Aufbruch“: Award of Excellence (European Newspaper Awards)                                                         |
| 2017 | SN-Plattform „Immobilien“ Nominierung für „Immo Award 2017“ („Immobilienplattform des Jahres“)                                       |
| 2018 | SN-Wochenende, SN-Sonderbeilage „Im Netz“ und SN-Serie „Was wäre, wenn…“: 7 Awards of Excellence (European Newspaper Awards)         |
| 2020 | SN-Wochenende und „75-Jahre SN“: insgesamt 10 Awards of Excellence (European Newspaper Awards)                                       |
| 2021 | „Die gefragte Frau“ (Podcast): Award of Excellence (European Newspaper Awards)                                                       |
| 2021 | SN-Wochenende: 4 Awards of Excellence (European Newspaper Awards)                                                                    |
| 2022 | SN-Wochenende, „Festspielkochen“, ein Weihnachtsschwerpunkt für Kinder: insgesamt 9 Awards of Excellence (European Newspaper Awards) |
| 2023 | SN-Wochenende: 7 Awards of Excellence (European Newspaper Awards)                                                                    |
| 2024 | Salzburger Nachrichten: 12 Awards of Excellence für Gestaltung, Innovation und neue Konzepte (European Newspaper Awards)             |